# Johannes Ocksen
Johannes Ocksen, född den 5 december 1667 i Köpenhamn, död den 13 januari 1738 i Århus, var en dansk biskop. Han var bror till Henrik Ocksen.
Ocksen fick sin undervisning i hemmet, varifrån han dimitterades til universitetet 1687 av en ungersk student. Han studerade först medicin, men då han på ett förunderligt sätt hade blivit räddad ut ur operahuset vid Amalienborg under branden 1689, förändrade han sin studieplan och kastade sig över teologin, som han studerade under vägledning av professor Hector Gottfried Masius. 
Efter att ha avlagt ämbetsexamen 1690 reste Ocksen i utlandet under flera år. Han studerade i Holland och därefter i England, där han en kort tid tjänstgjorde som hovpredikant hos den danske prins Jørgen. Åren 1691–1692 reste han i Frankrike, Schweiz och Österrike samt studerade sedan en tid i Leipzig. Under sin vistelse i Tyskland trädde han i förbindelse med pietisterna. 
År 1693 vändte Ocksen tillbaka till Köpenhamn. Hans predikan i tyska kyrkan väckte snart uppmärksamhet, också vod hovet, dit han ofta kallades att predika för Kristian V, som utnämnde honom till informator för sin yngste son, prins Vilhelm. År 1694 blev han präst vid Mariakyrkan i Flensburg. Då den senare så berömde svärmaren Otto Lorentzen Strandiger 1698 blev friförsamlingspräst i denna stad, där han till att börja med ännu inskränkte sig till att arbeta i pietistisk och särskilt i filantropisk riktning, fann han understöd hos Ocksen.
Under den rörelse, som snart reste sig emot dem från ortodox sida, avgav den teologiska fakulteten i Köpenhamn 1703 en förklaring, i vilken den uttalade sin önskan om, att de och särskilt Ocksen borde uppmanas "at blive ved Guds Ord og de symbolske Bøger og ikke anbefale vildfarende og af rene Lærere forkastede pietistiske Bøger". 
Ocksen verkar dock inte ha rubbats i sin ställning genom denna förklaring. Fredrik IV utnämnde honom 1707 till andre hovpräst. År 1708 blev han meddirektör vid fattigväsendet och tillsammans med förste hovprästen Lütkens ansvarade han för tillsynen av missionen i Trankebar. År 1712 blev han biskop i Ribe, 1713 biskop i Århus och 1714 doctor theologiae. I Missionskollegiet var han korresponderande ledamot till sin död.